# Geistown
Geistown  è una borough degli Stati Uniti d'America, nella contea di Cambria nello Stato della Pennsylvania. Secondo il censimento del 2000 la popolazione è di 2.555 abitanti.

## Società

### Evoluzione demografica
La composizione etnica vede una maggioranza di quella bianca ( 97,69%), seguita dagli afroamericani (0,39%) dati del 2000.
| borough di Geistown Popolazione |       |
| 2000                            | 2.555 |
| Previsione al 2009              | 2.331 |